# Amadicia

De vlag van Amadicia

Amadicia is een land uit de boekencyclus Het Rad des Tijds van de schrijver Robert Jordan.
Amadicia is een land dat ten zuiden ligt van de Mistbergen en Geldan en dat ingeklemd is door Tarabon en Altara. De hoofdstad van Amadicia is Amador, waar Koning Ailron zetelt. Almizar ligt honderd mijl ten zuiden van de hoofdstad Amador. Hoewel Amadicia een monarchie is, ligt de feitelijke macht in Amadicia bij de Kinderen van het Licht. De koning heeft enige macht, maar zijn beslissingen mogen niet indruisen tegen de wensen van de Kinderen van het Licht.
Amadicia wordt overeind gehouden door de handel met Tarabon, waarna de producten uit het westen via Amadicia naar Geldan en Altara worden vervoerd.
Sinds kort is Amadicia veroverd door de Seanchanen, en zijn de meeste Witmantels naar het noordoosten gevlucht nadat Amador viel en het koninklijke leger bij Jeremal een vernederende nederlaag leed tegen de Seanchanen.
De Seanchanen houden Amadicia streng onder de duim, hoewel sommige onderdelen van het leger zich bij de Seanchanen aansloten (het Pad der Dolken).

## Wetten
Het geleiden van de Ene Kracht in Amadicia is ten strengste verboden en mensen die geleiden staan buiten de wet van Amadicia. Misdadigers en dieven wacht eenzelfde wrede behandeling. Bij de eerste constatering van een strafbaar feit, wordt de overtreder gebrandmerkt. Bij een tweede overtreding verliest de persoon zijn rechterhand en de derde overtreding is de straf de dood. Er wordt hierbij geen onderscheid gemaakt in de ernst van het misdrijf of het geleiden.
Aiel-woestijn · Altara · Amadicia · Andor · Arad Doman · Arafel · Cairhien · Eilanden van het Zeevolk · Falme · Geldan · Illian · Kandor · Land van de Waanzinnigen · Malkier · Mayene · Morland · Saldea · Seanchan · Shara · Shienar · Tarabon · Tar Valon · Tyr · de Verwording